# Tynne
Tynne (ukr. Тинне) – wieś na Ukrainie, w obwodzie rówieńskim, w rejonie sarneńskim, nad rzeką Słucz.
Miejscowość została założona w XV wieku jako posiadłość książąt Zbarskich. W okresie międzywojennym należała do Małyńskich. W miejscowości znajdowało się dowództwo budowy odcinka umocnień Sarny i stacjonował oddział Korpusu Ochrony Pogranicza (KOP).
W dniach 17–21 września 1939 roku w rejonie wsi stoczone zostały ciężkie walki pomiędzy żołnierzami z Batalionu KOP „Sarny” a wojskami sowieckimi. Z dowodzonego przez kapitana E. Markiewicza oddziału liczącego kilkuset żołnierzy w walkach zginęło około 200, a 300 zaginęło. W okolicach Tynnego znajduje się kilka zniszczonych schronów bojowych, a w samej wsi bunkier, w którym zginął Jan Bołbott. Instytut Pamięci Narodowej od 2020 r. wnioskuje do strony ukraińskiej o wydanie zgody na przeprowadzanie prac poszukiwawczych miejsca pochowania polskich żołnierzy.
Obecnie Tynne jest dużą wsią liczącą ponad 4 tysiące mieszkańców. Znajduje się w niej nowo budowana szkoła oraz małe muzeum regionalne. Szkoła została przeniesiona ze znajdującego się w jej bezpośrednim sąsiedztwie pałacu Małyńskich.

## Linki zewnętrzne

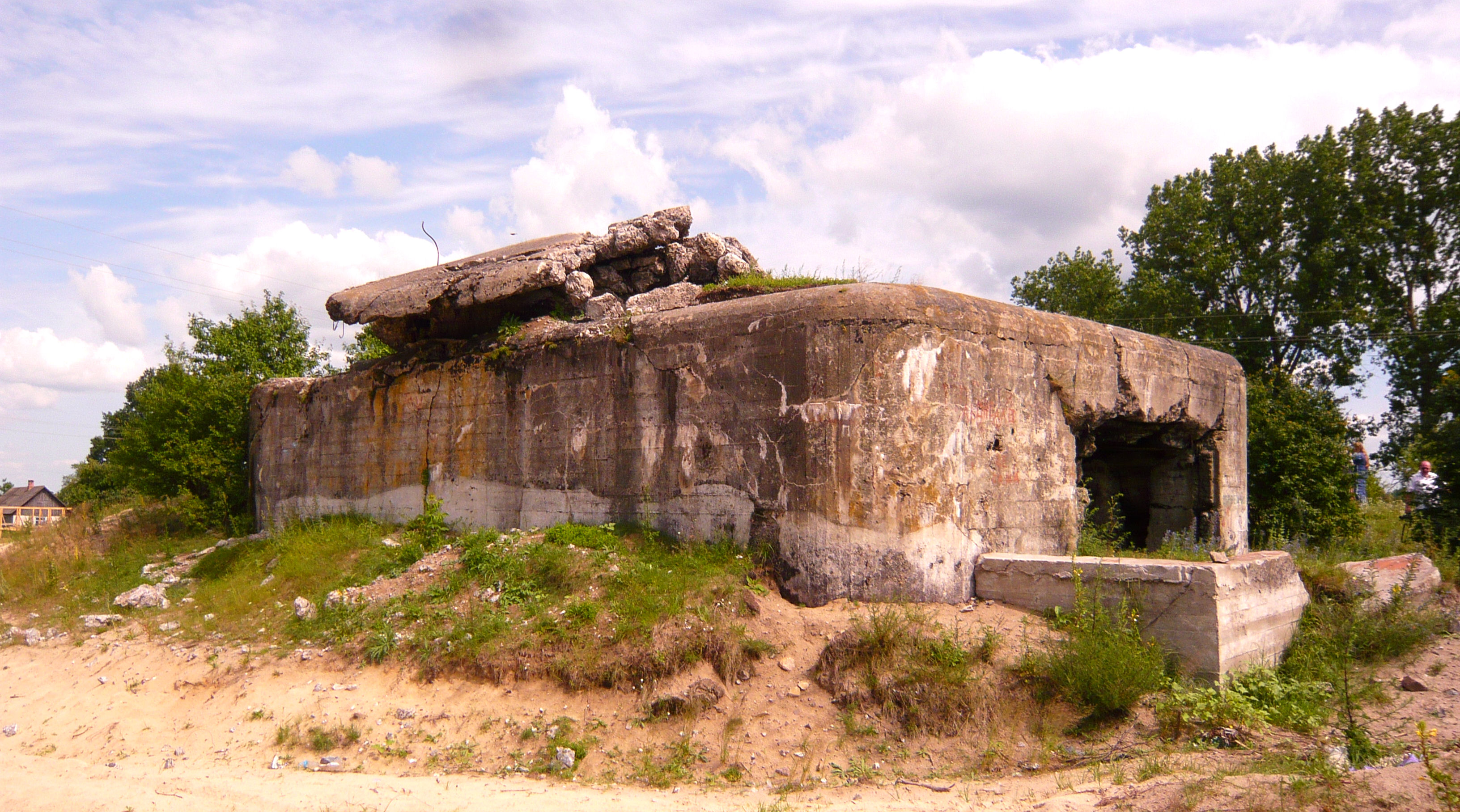
Bunkier Jana Bołbotta w Tynnem